# Meganeura
Meganeura monyi – gatunek karbońskiej praważki, spokrewnionej z dzisiejszymi ważkami i jętkami. Żyła około 300 milionów lat temu. Rozpiętość jej skrzydeł wynosiła 75 cm, a masa ciała prawdopodobnie 150 gramów. W związku z tym zwierzę to było zapewne największym owadem w historii Ziemi. Siedliskiem życia meganeury były podmokłe lasy tropikalne rosnące na terenie dzisiejszej Belgii, Francji oraz Anglii. Uważa się, że jej larwy żyły, jak w przypadku dzisiejszych ważek, w zbiornikach wodnych i były drapieżnikami. Dorosłe osobniki żywiły się ówczesnymi bezkręgowcami, jak karaluchy. Niewykluczone jest jednak, że ich łupem padały także małe kręgowce lądowe, jak pierwszy znany gad, Hylonomus, należący do anapsydów. Osiągnięcie tak olbrzymich rozmiarów meganeury umożliwione było najprawdopodobniej przez dużą zawartość tlenu w powietrzu epoki karbonu. Zwierzę nie było też jedynym tak dużym stawonogiem tych czasów (zobacz też artropleura).

## Historia odkrycia
Pierwsze skamieniałe szczątki meganeury zostały odkryte w kopalni węgla w Commentry we Francji w roku 1880. Pierwszego naukowego opisu zwierzęcia dokonał w 1884 roku francuski paleontolog Charles Brongniart, nadając mu nazwę Dictyoneura monyi, zaś rok później utworzył dla niego nowy rodzaj Meganeura. Analogicznego znaleziska dokonano w roku 1979 w Bolsover, w angielskim hrabstwie Derbyshire.

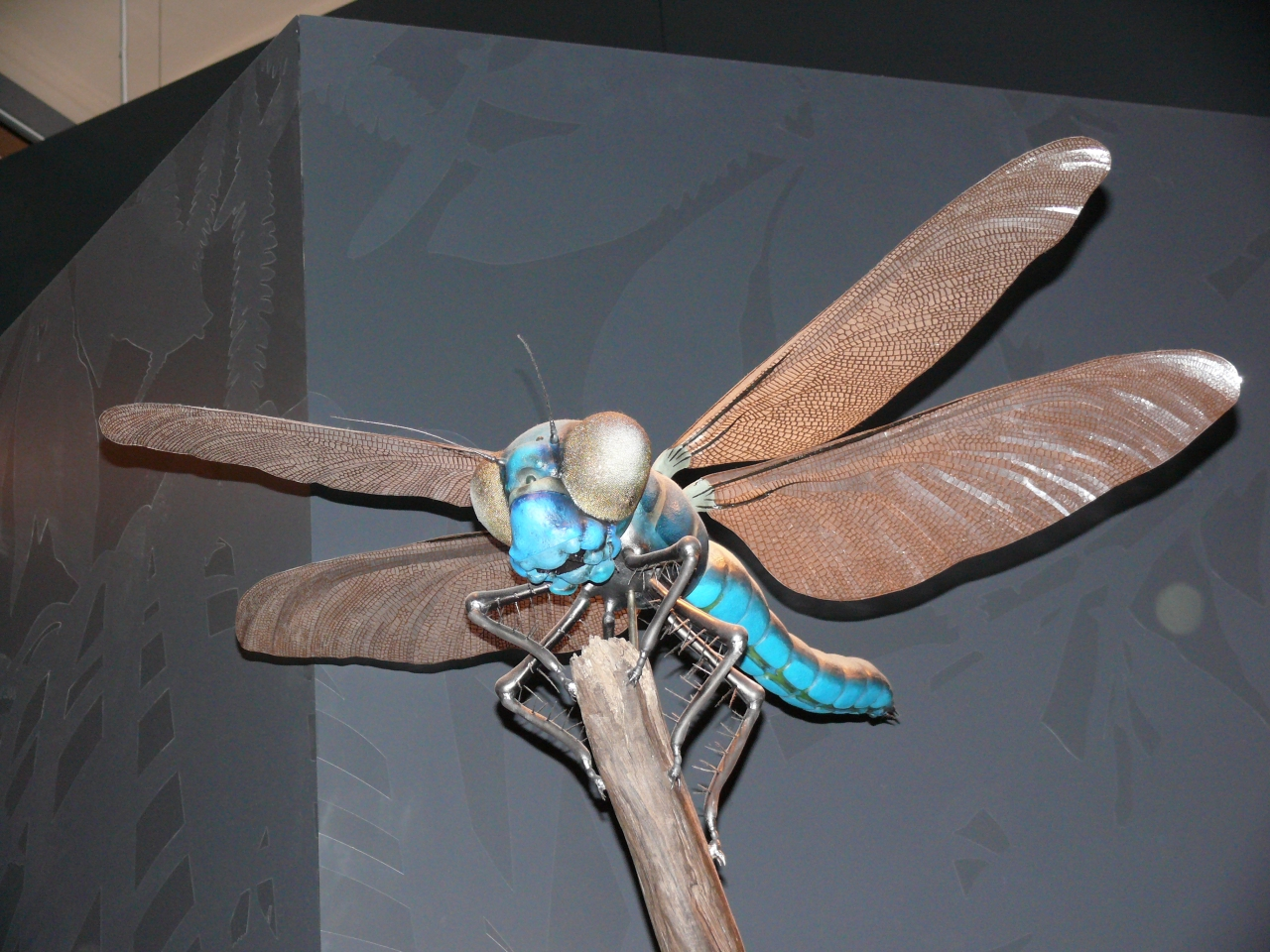
Meganeura siedząca na gałęzi – model w Muzeum Historii Naturalnej w Berlinie